# Andreas Görlitz
Andreas Görlitz (Weilheim in Oberbayern, 31 januari 1982) is een Duits betaald voetballer die bij voorkeur als verdediger speelt. Hij kwam uit voor onder meer FC Bayern München, TSV 1860 München en Karlsruher SC. Op 8 september 2004 debuteerde hij in het Duits nationaal team, als wisselspeler in een vriendschappelijke interland tegen Brazilië.

## Clubs
Görlitz begon zijn professionele carrière in 2001/02 bij 1860 München. Voor deze club speelde hij drie seizoenen. In het het laatste brak hij definitief door. Hij speelde 37 competitiewedstrijden voor de club en maakte daarna een transfer naar Bayern München.
Na zijn transfer raakte Görlitz zwaar geblesseerd tijdens een wedstrijd tegen Juventus FC. Bijna tweeënhalf jaar later maakte hij zijn rentree in de competitie. Hij speelde dat seizoen nog elf wedstrijden voor Bayern en een seizoen later werd hij uitgeleend aan het dan net gepromoveerde Karlsruhe. Hij speelde 31 wedstrijden tijdens het seizoen 2007/08 en de club verlengde zijn huur. Na het seizoen 2008/09 - waarin Görlitz achttien wedstrijden speelde voor Karlsruhe - keerde hij terug naar Bayern München. Hij had in München een contract tot de zomer van 2010, dat niet werd verlengd.

## Statistieken
| Seizoen | Club              | Land               | Competitie | Wedstrijden | Doelpunten |
| ------- | ----------------- | ------------------ | ---------- | ----------- | ---------- |
| 2001/02 | 1860 München      | Vlag van Duitsland | Bundesliga | 3           | 0          |
| 2002/03 | 1860 München      | Vlag van Duitsland | Bundesliga | 2           | 0          |
| 2003/04 | 1860 München      | Vlag van Duitsland | Bundesliga | 32          | 1          |
| 2004/05 | FC Bayern München | Vlag van Duitsland | Bundesliga | 7           | 0          |
| 2005/06 | FC Bayern München | Vlag van Duitsland | Bundesliga | 0           | 0          |
| 2006/07 | FC Bayern München | Vlag van Duitsland | Bundesliga | 11          | 0          |
| 2007/08 | Karlsruher SC     | Vlag van Duitsland | Bundesliga | 31          | 0          |
| 2008/09 | Karlsruhe SC      | Vlag van Duitsland | Bundesliga | 18          | 0          |
| 2009/10 | FC Bayern München | Vlag van Duitsland | Bundesliga | 0           | 0          |
| Totaal  | Totaal            | Totaal             | Totaal     | 104         | 1          |